# 1198
1198 (MCXCVIII) var ett normalår som började en torsdag i den julianska kalendern.

## Händelser

### Januari
- 8 januari – Sedan Celestinus III har avlidit samma dag väljs Lotario dei Conti di Segni till påve och tar namnet Innocentius III.[1]

### Okänt datum
- Erik den heliges ben skrinläggs i Uppsala.
- Sveriges äldsta bevarade bok, Kalendarium Vallentunense, skrivs och innehåller den kyrkliga kalendern från mars till december och ett fragment av en medeltida mässbok.
- Olof Lambatunga blir svensk ärkebiskop.
- Fredrik I kröns till kung av Sicilien.
- Tronstrid i Tyskland mellan Hohenstaufen Filip (död 1208) och Welfen Otto IV (död 1218).
- Livländska korståget inleds.

## Födda
- 24 augusti – Alexander II, kung av Skottland 1214–1249.

## Avlidna
- 8 januari – Celestinus III, född Giacinto Bobone Orsini, påve sedan 1191.
- 5 maj – Sofia av Minsk, drottning av Danmark 1157–1182, gift med Valdemar den store.
- 10 december – Averroës, arabisk filosof.
- Ruaidrí Ua Conchobair, storkonung av Irland från 1166 till 1186 eller till sin död.